# Lisa Lents
Lisa Lents (født 15. december 1986 i Hviderusland) er tidligere juniorverdensmester, europamester, 9 gange nordisk mester og 20 gange Danmarksmester i Taekwondo. Hun har været på det danske landshold i 7 år og vundet over 160 nationale og internationale titler.

## Taekwondo
Lents har dyrket taekwondo, siden hun var 10 år gammel, hvor hun begyndte i Rønne Taekwondo Klub i 1997.
Hun skiftede klub til Rødovre Taekwondo Klub i 2004 og til Gladsaxe Taekwondo Klub i 2006 og fortsatte karrieren der.
Hun har været på det danske landshold i Taekwondo siden maj 2003. I 2004 blev hun junior verdensmester i Taekwondo Teknik i Korea, og i 2005 blev hun Europamester i Finland. Desuden er hun nu flere gange nordisk mester og vandt DM 10 år i træk fra 1999 til 2009.
Lents har repræsenteret Danmark til Junior VM 2004 i Korea, Senior EM 2005 i Finland, Senior VM 2006 i Korea, Senior EM 2007 i Tyrkiet.
I 2014 blev hun den yngste kvinde i Danmark med bæltegraden 5. Dan, sorte bælte. I 2016 blev Lents hædret af World Taekwondo Federation, hvor hun blev udnævnt som Goodwill Ambassadør af den koreanske WT President - Dr. Chungwon Choue. Udover det vandt hun sølv og bronze i 2 andre discipliner. I 2019 vandt Lents guld ved Multi European Games i Bulgarien samt bronze medalje til European Taekwondo Beach Championships i Tyrkiet. Lents blev udnævnt som formand af kvindekomitéen for alle kampsport i verden til World Martial Arts Masterships 2019 i Korea.
Lents er medlem af World Taekwondo Europe TV - og Medie komité, hvor hun bl.a. fungerer som vært og reporter til diverse sportsevents.
Lents er elitetræner i Gladsaxe Taekwondo Klub og fungerer som Landstræner for det Islandske landshold, samt aktiv international dommer.

### Bedste Taekwondoresultater
- Verdensmester - World Taekwondo Beach Championships 2018 - Grækenland[kilde mangler]
- Vice Verdensmester - World Taekwondo Beach Championships 2018 - Grækenland[kilde mangler]
- Bronze til World Taekwondo Beach Championships 2018 - Grækenland[kilde mangler]
- Bronze til European Taekwondo Beach Championships 2019 - Tyrkiet[kilde mangler]
- Guld til Multi European Games 2019 - Bulgarien[kilde mangler]
- Bronze til President’s Cup 2019 - Tyskland[kilde mangler]
- Junior Verdensmester 2004 – Korea[kilde mangler]
- Senior Europamester 2005 – Finland[kilde mangler]
- 4. plads ved Senior Verdensmesterskab 2006 – Korea[kilde mangler]
- California State Open 2012 vinder - USA[kilde mangler]
- Nordisk Mester: 2002, 2003, 2004, 2005, 2006, 2007, 2008, 2009[kilde mangler]
- Scandinavian Open vinder: 2002, 2003, 2004, 2005, 2007[kilde mangler]
- Danish Open vinder: 2005, 2007, 2008, 2009[kilde mangler]
- Danmarksmester: 1999, 2000, 2001, 2002, 2003, 2004, 2005, 2006, 2007, 2009[kilde mangler]
- Sjællandsmester: 1999, 2000, 2001, 2002, 2003, 2004, 2005, 2006, 2007, 2008[kilde mangler]
- Paris Open vinder: 2004, 2005[kilde mangler]
- Portugal Open vinder: 2006[kilde mangler]
- British Open vinder: 2003[kilde mangler]
- Open Challenge Cup vinder – Belgium: 2005, 2008, 2009[kilde mangler]
- Belgium Open vinder: 2007[kilde mangler]
- Master’s Cup vinder – Holland: 2004, 2007[kilde mangler]
- Frem til dags dato vundet over 160 titler nationale og internationale titler.[kilde mangler]

### Sportspriser
- 1999: Bornholms kommunes Idrætspris[kilde mangler]
- 2001: Rejsefondens Idrætspris[kilde mangler]
- 2002: Årets Sportspris på Bornholm[kilde mangler]
- 2005: Hydro Texacos Idrætslegat[kilde mangler]
- 2005: Rødovre Kommunes Mesterskabs Pokal 2004-2005[kilde mangler]
- 2006: Rødovre Kommunes Mesterskabs Pokal 2005-2006[kilde mangler]
- 2007: Gladsaxe Kommunes Årets Idrætspris[kilde mangler]
- 2008: Gladsaxe Kommunes Årets Idrætspris[kilde mangler]
- 2008: Årets Sportsbabe (www.sporten.dk)[kilde mangler]

## Modelarbejde
Lents har arbejdet som model og har været på forsiden af bl.a. Alt for Damerne, Fitness World, Ace, M! og Exposure.
I 2008 blev Lents kåret som Miss World Denmark og repræsenterede derefter Danmark i den internationale skønhedskonkurrence Miss World i Johannesburg, Sydafrika. Lents var blandt bookmakernes favorit ud af 109 deltagere, men Ruslands Ksenija Sukhinova vandt. Lents placerede sig i Top 19 til Miss World Talent 2008 konkurrencen.

## Kontroverser
Lents står bag størstedelen af skønhedskonkurrencerne i Danmark. Lents står bag Miss Danmark organisationen og er den danske direktør for bl.a. konkurrencerne Miss World og Miss Universe. Lents har rettigheder til diverse internationale konkurrencer og står for udvælgelsen af de danske kandidater, der skal repræsentere Danmark til de internationale finaler.
I maj 2019 afdækkede P1 Dokumentar og fik følgeskab Ekstra Bladet og BT, at Lents brugte hårdhændede metoder over for flere af de unge piger, der var under hendes vinger i Miss Danmark-konkurrencen. Blandt andet har Lents frataget Tara Jensen titlen som Miss Danmark 2018 pga. Jensens fremsatte kritik af Lents og forholdene i hendes organisation. Desuden har Lents delt fortrolige sygdomsoplysninger om Miss Danmark-deltager Rika Edelgren på Instagram, hvilket juraprofessor og ekspert i medieret ved Aalborg Universitet Søren Sandfeldt Jacobsen anser som en meget klar og alvorlig overtrædelse af persondataloven.
Igen i november 2019 afdækker Danmarks Radio, hvordan Lisa Lents benytter sig af hårde metoder over de unge piger bl.a. i form af bøder på 30.000 kroner.
Lents viste sig under coronapandemien som vaccinemodstander gennem en kommentar på Twitter og har mødt kritik for dette på sociale medier.

## Mediekarriere
Lents har arbejdet som tv-vært på musikprogrammet "The Vibe" på kanalen DK4. Hun har også prøvet kræfter med jobbet som sportsreporter. I 2010 var hun modereporter for amerikanske E! Entertainment, som blev sendt i USA og Sydamerika. Lents har arbejdet som TV-vært på programmet "BingoBoxen" på Kanal 5, onlinekanalen "AU2NEWS" og været Tv-vært på musikprogrammet "The Vibe" på DK4.
Udover det har hun været modereporter for amerikanske E!, samt været reporter til diverse shows såsom Eurovision, Danish Beauty Award, Danish DeeJay Awards og Autoawards.

### Reporter/Værtsjobs
- Autoawards 2019 - Vært på den røde løber (Cirkusbygningen)
- Danish Fight Night 2018 - Vært - Yousee LIVE
- BingoBoxen 2015/2016 - TV-vært på Kanal 5 (25 programmer)
- AU2NEWS 2015/2016 - Vært på online kanalen for Danmarks Bilbranche
- Autoawards 2015 - Vært på den røde løber (Cirkusbygningen)
- Danish DeeJay Awards 2014 – Vært på den røde løber
- Danish Beauty Award 2014 – Vært på den røde løber
- Eurovision 2014 - BT - Reporter
- Eurovision 2014 - Hovedsponsoren TDC - Reporter
- E! Glam - E! Entertainment USA/Sydamerika - Reporter
- The Vibe - DK4 - Vært

### Deltagelse i Tv-programmer
Lents deltog i 2009 i underholdningsprogrammet Høvdingebold 2009 på DR1 hvor hun var på holdet "Guldpigerne" sammen med håndboldspilleren Mette Vestergaard, bordtennisspilleren Mie Skov, beachvolleyspilleren Stine Andreasen, Roerne Juliane Elander og Katrin Olsen, samt bueskytten Louise Laursen. De opnåede en semifinaleplads.
Lents deltog også i Stjernetræf 2009 på TV2 med Morten Stig Christensen. De øvrige deltagere var fodboldspillerne Bajram Fetai, Mikkel Thygesen, håndboldspillerne Kasper Nielsen, Lars Rasmussen, Trine Troelsen, golfspilleren Amanda Moltke-Leth samt bordtennisspilleren Mie Skov.
I Fangerne på Fortet 2009 på TV3 var Lents på sportsholdet med OL-roeren Eskild Ebbesen, springrytteren Tina Lund og sportsdanseren Tobias Karlsson.
Lents deltog i 6. sæson af Vild med dans på TV2, hvor hun opnåede at komme til 8. runde ud af 10 (4 par tilbage). Lisa Lents dannede par med danseren Michael Olesen, hvor de i programmet som de første nogensinde fik 31 point for deres Rumba i program 2 (8+8+8+7). Parret fik toppoint af dommerne i 6 programmer ud af 8, og startede med at vinde de første tre programmer. Det var dog Casper Elgaard og Vicki Jo Ringgard der løb med den samlede sejr.

## TV
- Høvdingebold - DR1 (2009)
- Stjernetræf - TV2 (2009)
- Fangerne På Fortet - TV3 (2009)
- Vild Med Dans - TV2 (2009)
- 4 Stjerners Middag - Kanal 5 (2010)
- 4 Stjerners Middag Finale LIVE - Kanal 5 (2010)
- Cecilie Frøkjærs Talkshow - TV2 (2010)
- UPS! Det er Live (2010)
- Bedste Bud - TV3 (2013)
- SØNDAG LIVE - DR2 (2013)
- Miss Perfect - DR3 (2018) 6 afsnit

## Filmografi
- Detektiverne (2014)

## Kåringer
- Kåret som Årets Steg 2009 (singlesex.dk) sammen med Oliver Bjerrehus, som blev kåret som Året Steg 2009 blandt mænd. [kilde mangler]
- Kåret som Årets Hug 2009 (Ekstra Bladets læsere) sammen med Nikolaj Coster-Waldau, som blev kåret som Årets Hug 2009 blandt mænd.[kilde mangler]
- Kåret som Årets Sportsbabe 2008 af www.sporten.dk[kilde mangler]
- Kåret som Miss World Denmark 2008/2009[kilde mangler]
- Kåret som Miss Supercross 2008[kilde mangler]
- Stemt ind på 2. pladsen som Danmarks mest sexede kvinde i følge mandebladet Connery.dk i 2009[kilde mangler]
- Stemt ind som nr. 6 på M!’s Top 100 over Verdens mest sexede kvinder i 2009[kilde mangler]
- Stemt ind som nr. 14 på M!’s Top 100 over Verdens mest sexede kvinder[kilde mangler]
- Davidoff Cool Water Babe 2007 (Danmarks smukkeste bikinibabe 2007 af M!)[kilde mangler]
- Vinder af Ford Transit Modelsearch 2007[kilde mangler]
- Vinder af Miss Bornholm konkurrencen (Miss Sild 2003)[kilde mangler]